# Colombia's Next Top Model (seconda edizione)
La seconda edizione di Colombia's Next Top Model è andata in onda dal 13 gennaio al 7 febbraio 2014 sul canale Caracol TV, sotto la conduzione della modella colombiana Carolina Cruz, la quale ha sostituito la precedente  conduttrice Carolina Guerra e ha dunque vestito anche il ruolo di giudice delle concorrenti insieme ad altri volti noti della moda nell'ambiente sudamericano: l'esperta di moda Kika Rocha, il fotografo Mauricio Velez e la modella Catalina Aristizábal. Insieme a loro era presente anche Franklin Ramos, esperto in make-up, hair-style e portamento, il quale faceva da maestro alle concorrenti affinché potessero migliorare le loro abilità e qualità durante la gara.
Il format è simile a quello statunitense: le concorrenti, in questa edizione sedici, si affrontavano di volta in volta tra servizi fotografici, sfilate, video pubblicitari, venendo poi giudicate in studio dai quattro giurati; dopo i giudizi vi era la deliberazione, al termine della quale veniva stilata una classifica. La conduttrice chiamava una per una le ragazze che passavano al turno successivo, mentre le ultime due finivano al ballottaggio; qui, dopo qualche parola spesa per dare qualche consiglio o monito per il futuro, era annunciata l'ultima concorrente salva, così come l'eliminata.
Una differenza rispetto ai format di tutto il mondo è stata la collocazione degli episodi, mandati in onda giornalmente piuttosto che settimanalmente e la possibilità di essere immuni dall'eliminazione. Inoltre, il pubblico di internet è stato assoluto protagonista nella scelta delle quattro finaliste che hanno poi concorso nella finalissima per il titolo ambito.
I premi per la vincitrice, in questa edizione la ventunenne di origini giapponesi Yuriko Yoshimura Londoño, sono stati 350.000.000 pesos e la possibilità di essere sulla copertina della rivista Cromos.

## Concorrenti
(L'età si riferisce al periodo di messa in onda del programma)
| Concorrente                 | Età | Città di provenienza | Posizione  |
| --------------------------- | --- | -------------------- | ---------- |
| Vanessa Parra               | 25  | Medellín             | 16.        |
| Jessica Mata                | 21  | Bogotà               | 15.        |
| Carolina Calvo              | 22  | Barranquilla         | 14.        |
| Juliana "Titi" Ramírez      | 22  | Cali                 | 13.        |
| Maria Margarita "Tuti" Vega | 21  | Valledupar           | 12.        |
| Camila Quintero             | 21  | Medellín             | 11.        |
| Johana Rios                 | 25  | Cali                 | 10.        |
| Katherine Moscoso           | 22  | Tolima               | 9.         |
| Vanessa Ferraro             | 21  | Barranquilla         | 8./5.      |
| Estefania Infante           | 21  | Cúcuta               | 8./5.      |
| Dayana Delgado              | 26  | Cúcuta               | 8./5.      |
| Cristina López              | 22  | Medellín             | 8./5.      |
| Lina Cardona                | 23  | Medellín             | 4./2.      |
| Lilibeth Romero             | 21  | Cúcuta               | 4./2.      |
| Juliana Moreno              | 25  | Medellín             | 4./2.      |
| Yuriko Yoshimura Londoño    | 21  | Bucaramanga          | Vincitrice |

## Sommario

### Ordine di chiamata
| Order | Episodes   | Episodes   | Episodes   | Episodes   | Episodes   | Episodes   | Episodes   | Episodes   | Episodes   | Episodes | Episodes | Episodes | Episodes | Episodes | Episodes | Episodes | Episodes | Episodes | Episodes | Episodes |
| Order | 2          | 3          | 5          | 7          | 9          | 11         | 13         | 15         | 20         | 20       |          |          |          |          |          |          |          |          |          |          |
| ----- | ---------- | ---------- | ---------- | ---------- | ---------- | ---------- | ---------- | ---------- | ---------- | -------- | -------- | -------- | -------- | -------- | -------- | -------- | -------- | -------- | -------- | -------- |
| 1     | Johana     | Tuti       | Estefania  | Lina       | Juliana    | Yuriko     | Lina       | Lilibeth   | Yuriko     | Yuriko   |          |          |          |          |          |          |          |          |          |          |
| 2     | Carolina   | Vanessa F. | Lina       | Yuriko     | Camila     | Vanessa F. | Vanessa F. | Juliana    | Lina       | Juliana  |          |          |          |          |          |          |          |          |          |          |
| 3     | Cristina   | Juliana    | Dayana     | Johana     | Yuriko     | Juliana    | Yuriko     | Vanessa F. | Lilibeth   | Lilibeth |          |          |          |          |          |          |          |          |          |          |
| 4     | Dayana     | Dayana     | Tuti       | Vanessa F. | Estefania  | Lina       | Cristina   | Yuriko     | Juliana    | Lina     |          |          |          |          |          |          |          |          |          |          |
| 5     | Estefania  | Johana     | Lilibeth   | Cristina   | Lilibeth   | Estefania  | Juliana    | Estefania  | Cristina   |          |          |          |          |          |          |          |          |          |          |          |
| 6     | Jessica    | Lina       | Yuriko     | Camila     | Katherine  | Dayana     | Katherine  | Lina       | Dayana     |          |          |          |          |          |          |          |          |          |          |          |
| 7     | Juliana    | Titi       | Katherine  | Lilibeth   | Vanessa F. | Johana     | Dayana     | Dayana     | Estefania  |          |          |          |          |          |          |          |          |          |          |          |
| 8     | Lina       | Cristina   | Cristina   | Estefania  | Dayana     | Lilibeth   | Estefania  | Cristina   | Vanessa F. |          |          |          |          |          |          |          |          |          |          |          |
| 9     | Tuti       | Carolina   | Juliana    | Juliana    | Cristina   | Katherine  | Lilibeth   | Katherine  |            |          |          |          |          |          |          |          |          |          |          |          |
| 10    | Vanessa F. | Lilibeth   | Camila     | Katherine  | Lina       | Cristina   | Johana     |            |            |          |          |          |          |          |          |          |          |          |          |          |
| 11    | Yuriko     | Katherine  | Johana     | Dayana     | Johana     | Camila     |            |            |            |          |          |          |          |          |          |          |          |          |          |          |
| 12    | Katherine  | Yuriko     | Vanessa F. | Tuti       | Tuti       |            |            |            |            |          |          |          |          |          |          |          |          |          |          |          |
| 13    | Titi       | Estefania  | Titi       | Titi       |            |            |            |            |            |          |          |          |          |          |          |          |          |          |          |          |
| 14    | Camila     | Camila     | Carolina   |            |            |            |            |            |            |          |          |          |          |          |          |          |          |          |          |          |
| 15    | Lilibeth   | Jessica    |            |            |            |            |            |            |            |          |          |          |          |          |          |          |          |          |          |          |
| 16    | Vanessa P. |            |            |            |            |            |            |            |            |          |          |          |          |          |          |          |          |          |          |          |

     La concorrente passa al turno successivo senza ordine di chiamata
     La concorrente è stata eliminata
     La concorrente è immune dall'eliminazione
     La concorrente ha vinto la gara
- Nel primo episodio, le 20 semifinaliste vengono ridotte a 16 dopo un servizio fotografico e non vi è nessuna classifica
- Nel secondo episodio, le ragazze devono votare chi vogliono fuori dal programma: viene eliminata Vanessa Parra, con 7 voti su 15 (Johana era immune anche dalla votazione); Lilibeth ne totalizza 5, Camila 2, Katherine e Titi 1
- Gli episodi 4, 6, 8, 10, 12 e 14 vedono soltanto la realizzazione di servizi fotografici per l'immunità; non vi sono né giudizio, né eliminazione
- Gli episodi 16, 17, 18 e 19 vedono la realizzazione di servizi fotografici e l'apertura del televoto per la scelta delle quattro finaliste
- Nell'episodio 20, durante la prima parte vengono annunciate le quattro finaliste scelte dal pubblico, nella seconda viene decretata la vincitrice dalla giuria

### Servizi fotografici
- Episodio 1: Manichini (Casting)
- Episodio 2: Beauty shoots con insetti
- Episodio 3: Sirene in topless su una nave
- Episodio 4: Attacco degli zombies
- Episodio 5: Danzatrici del Carnevale
- Episodio 6: Calciatrici del mondo
- Episodio 7: Alta moda da discarica
- Episodio 8: Nude ricoperte di cioccolato
- Episodio 9: La Bella e la Bestia al cimitero
- Episodio 10: Animali della foresta
- Episodio 11: Occhi feroci sull'acqua
- Episodio 12: Pubblicità "Palmolive"
- Episodio 13: Boxe in coppia
- Episodio 14: Spose su una nave da crociera
- Episodio 15: Servizio in bikini per "Chica Aguila"
- Episodio 16: Beauty shots Felice/Triste
- Episodio 17: Cowgirls / Effetti negativi del fumo
- Episodio 18: Pipistrelli / Scatti con un body builder
- Episodio 19: Guerriere amazzoni / Bodypainting impersonando Eva